# 莫洛托夫防線
莫洛托夫防線（俄语：Линия Молотова）是苏联于1940年至1941年间在吞并波罗的海国家、乌克兰西部地区、白俄罗斯、波兰东部和比萨拉比亚后沿其西部新边界建立了边界设防区，替代原有的斯大林防线。
该防线从波罗的海延伸到喀尔巴阡山脉，由13个设防区组成，大部分覆盖边界约100公里。
它是从北冰洋延伸到黑海的全苏联国防防线的西线部分。
1941年苏德战争巴巴罗萨行动期间，防线尚未修建完毕，纳粹德国军队开战后迅速突破了该防线。

## 历史

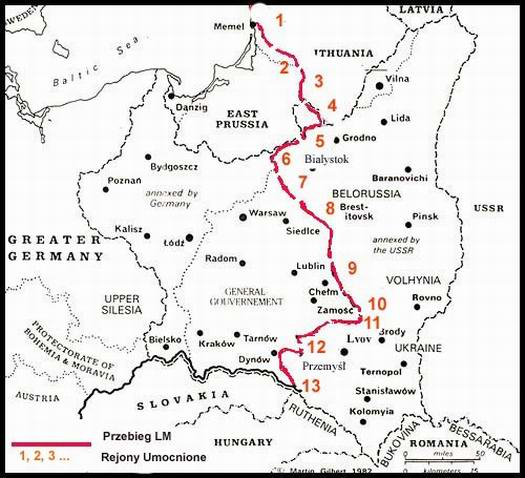
莫洛托夫防线及防区（1939-1941）。

1939年9月17日，随着第二次世界大战的开始，苏联进入波兰东部的领土（现在的乌克兰和白俄罗斯西部地区）。
同年9月28日与希特勒的德国签署的《友好和边界条约》，将苏联的西部边界大致确定在科尔宗线上，但比亚里斯托克地区除外，那里的边界略微向西。
在吞并了西乌克兰和西白俄罗斯之后，斯大林防线不再是国防前线、失去了它的意义，国防前线防线向西移动了300公里，即所谓的莫洛托夫防线。
这一边界变化是苏联外长莫洛托夫签署的《里宾特洛甫条约》的直接后果，因此被称为莫洛托夫线。
这个名字是非正式的，相对来说是最近才开始使用的。
每个防御区由大量的固定射击点（也叫长期防御结构）即装有机枪、反坦克炮和其他火炮的混凝土掩体组成。
掩体是分组建造的，以便相互支持；每个组形成一个营级防御单位，并向其分配单独的机枪营和炮兵营；
根据建筑物的类型，射击点驻军的数量从8-10人到30-40人不等。野战增援部队由陆军直接派出。
新建的防御工事在质量和数量上都可与第二次世界大战的最佳防线相媲美。
截至1941年6月22日，"莫洛托夫防线"的13个防区里面在建的5807个长期防御设施中，只有880个已经完成。工事的准备程度平均为15-20%。
1941年6月22日晚，苏联陆军依照"第1号指令"抢在在纳粹攻势开始之前试图抢占工事以应对战事突然爆发，但结果只有一小部分边防工事有驻军占领。
防线上没有能提供有效的情报或防御，因此莫洛托夫防线在前线战斗中没有发挥任何重要作用。
苏联部队所占领的工事几乎全部在最初几天被德军绕过并封锁合围，随后被突击队摧毁。
1941年6月30日，第二十七连（独立机枪炮兵营）的最后一个射击点被德军炸毁。
开战第12天，代号"老鹰"的参谋部掩体的机枪停火并被德军缴械，该掩体由I.I. Fedorov中尉指挥的一队士兵（25-27人）保卫。
设计中，莫洛托夫线的单个射击点在完全被围的情况下可抵抗两周。
今天在立陶宛、波兰、白俄罗斯和乌克兰都可以找到这些建筑的废墟，其中许多保存完好。
今天的边界与1941年的边界有些不同，这条线路的一些路段不在边界地区，很容易进入。
另一方面，一些路段沿着现代波兰-乌克兰、波兰-白俄罗斯和立陶宛-俄罗斯的边界，因此出于边境安全的原因，进出可能受到限制。

## 图集

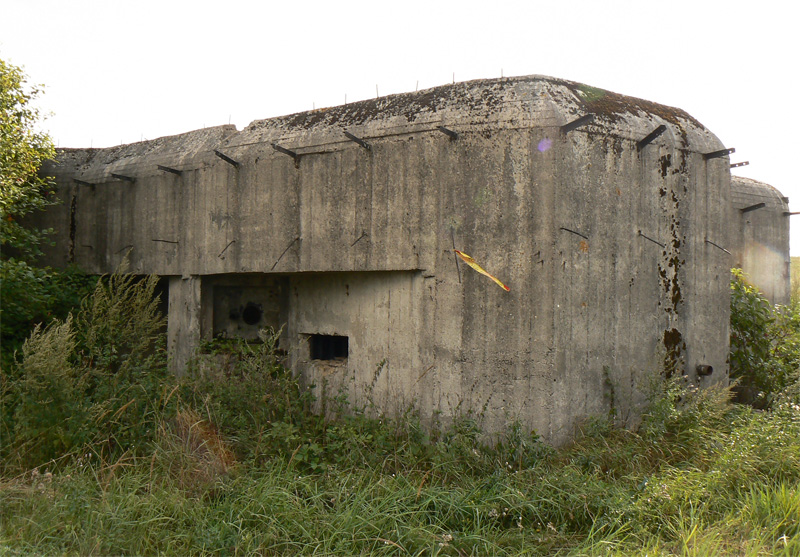
鲁达西亚（立陶宛）的莫洛托夫防线碉堡
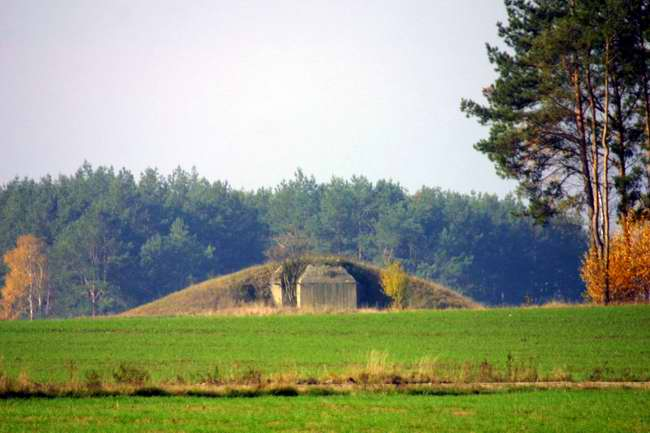
今日波兰境内的莫洛托夫防线碉堡
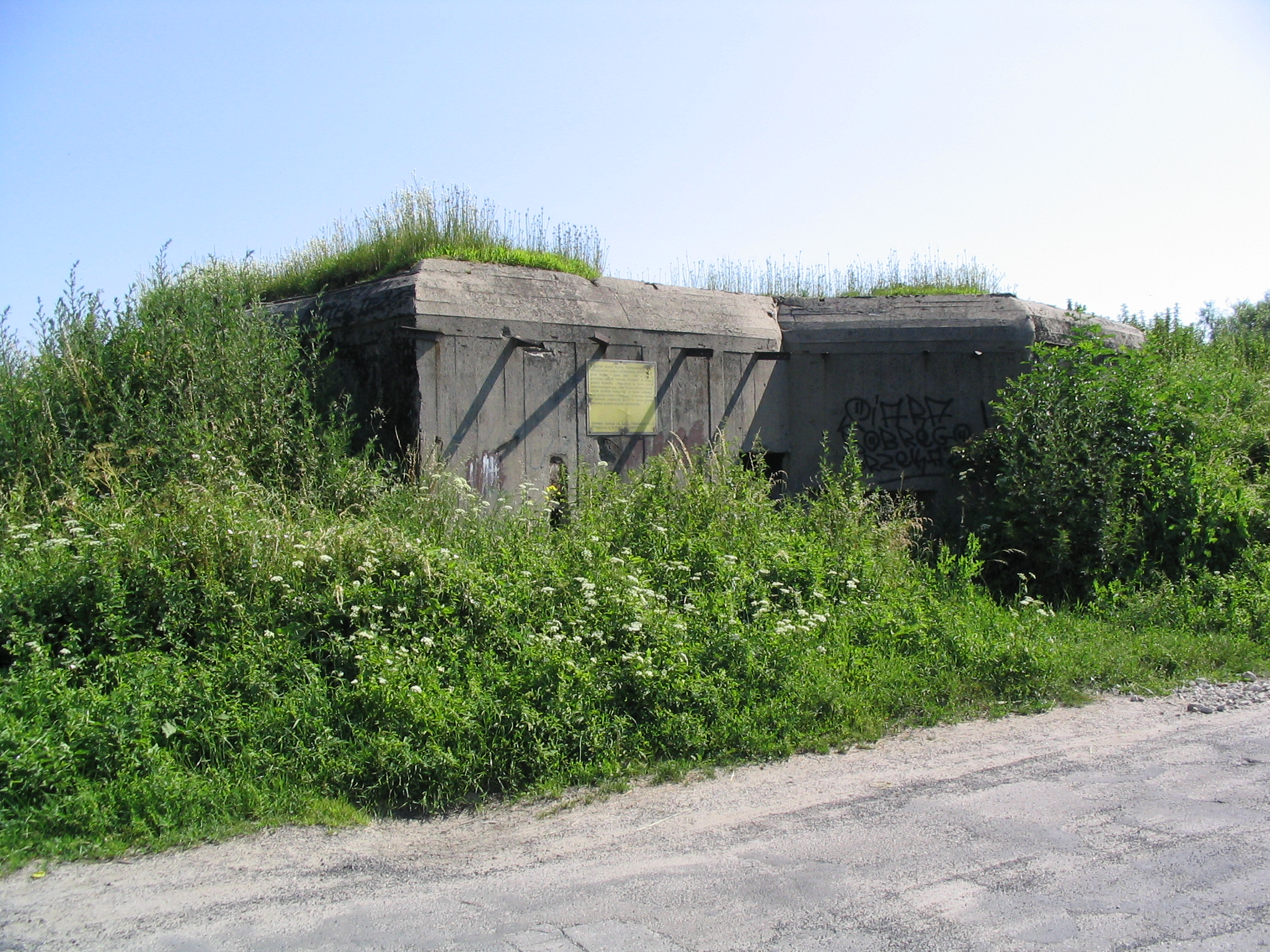
今日波兰境内Przekopana Przemysl的莫洛托夫防线碉堡遗迹。
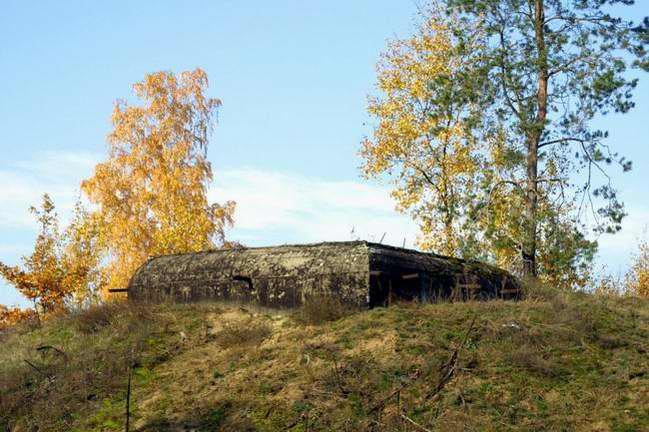
1939-1940年代白俄罗斯-波兰边境区域的莫洛托夫防线
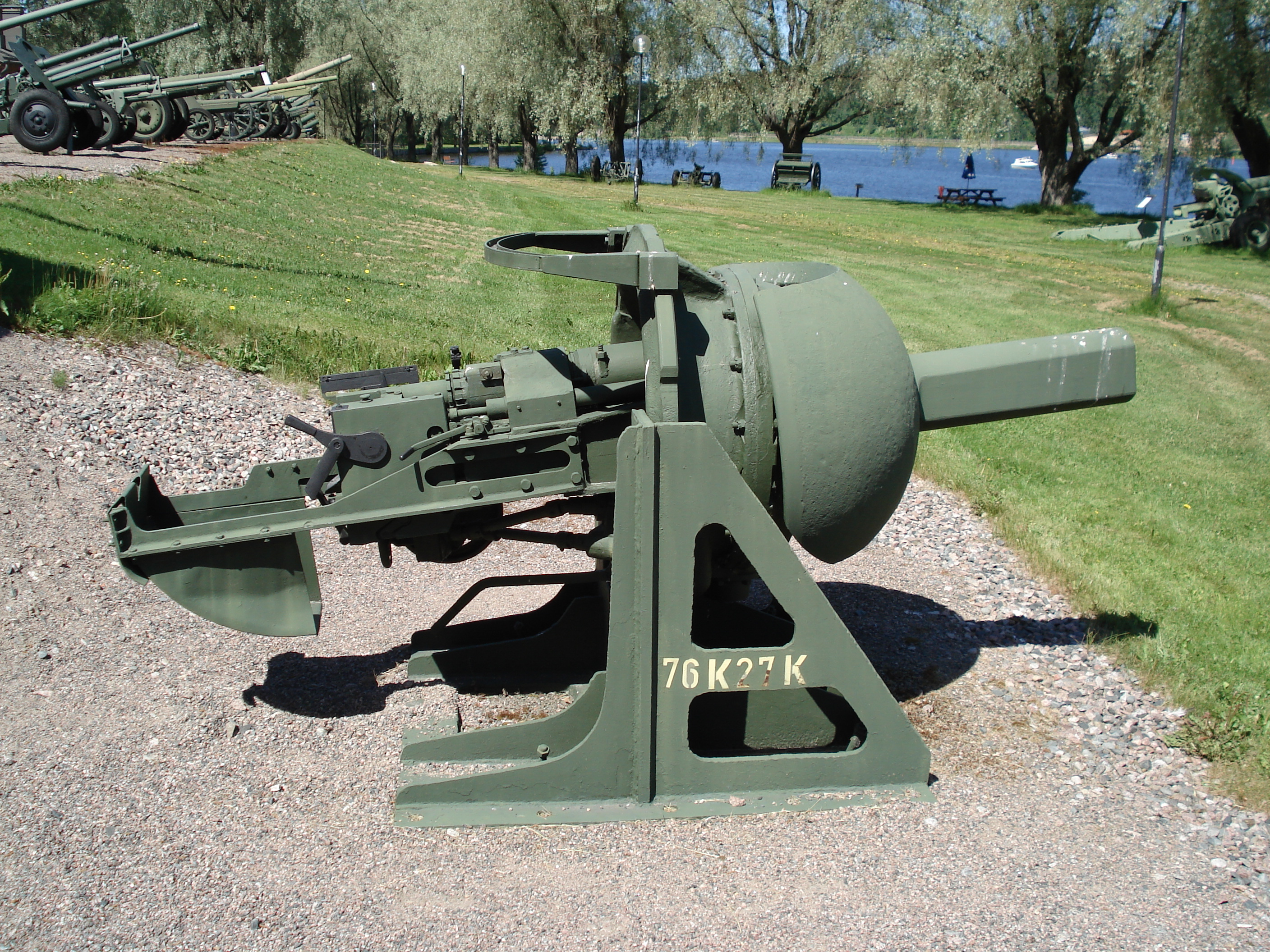
1940年的L-17型卡兹马特火炮，装备在莫洛托夫防线
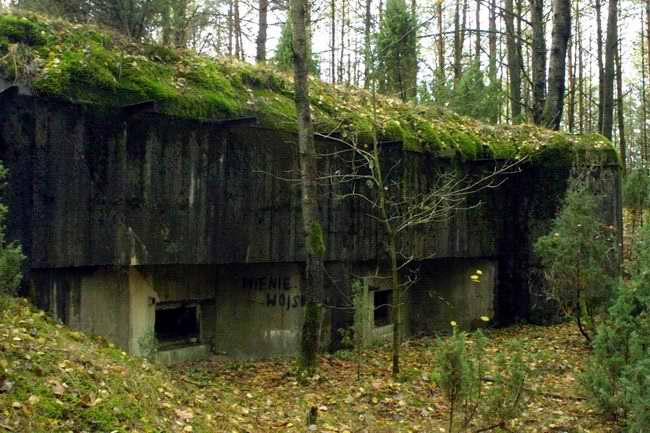
莫洛托夫防线伏击工事
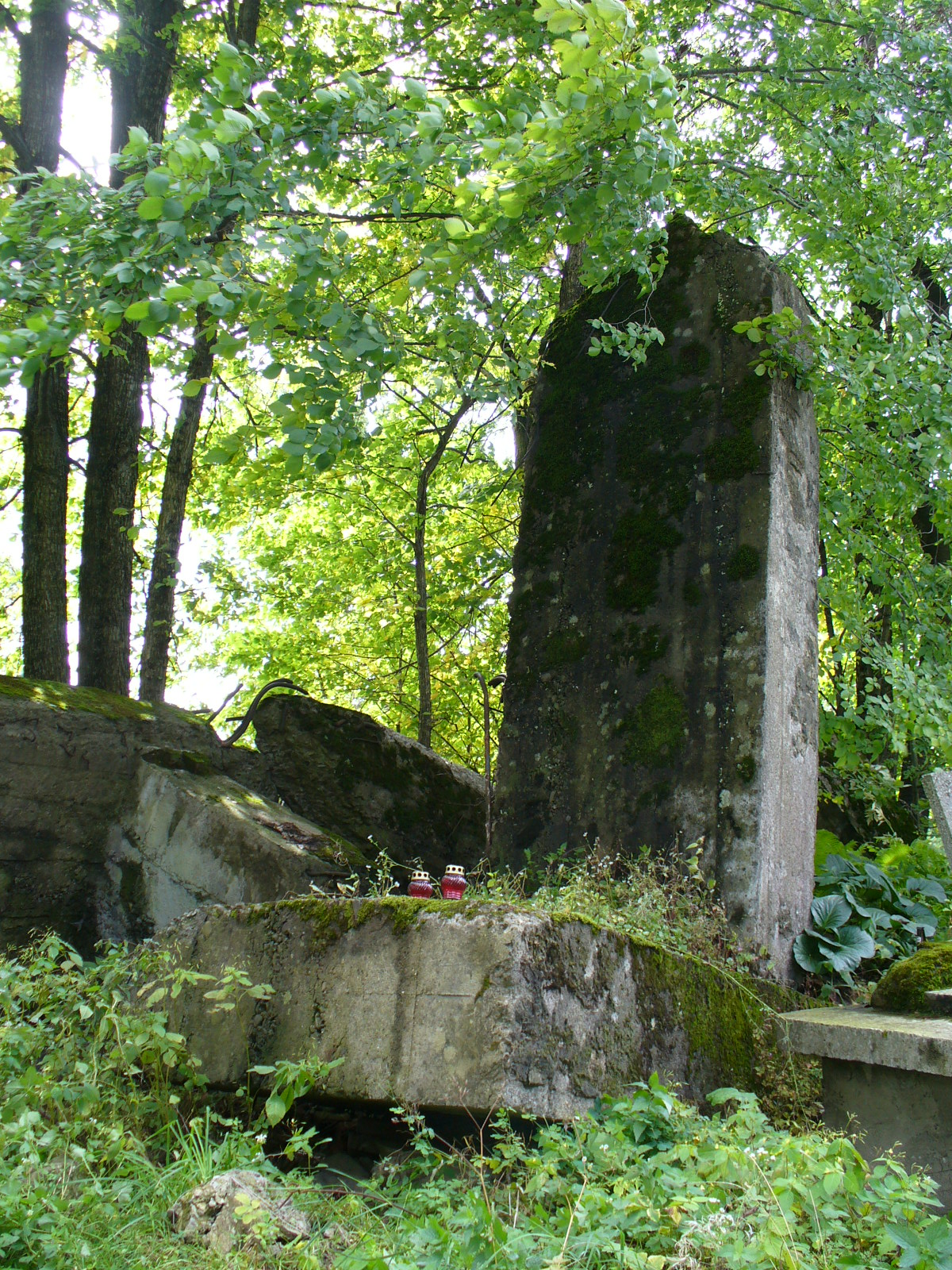
莫洛托夫防线射击点废墟